# Chiemsee (municipio)

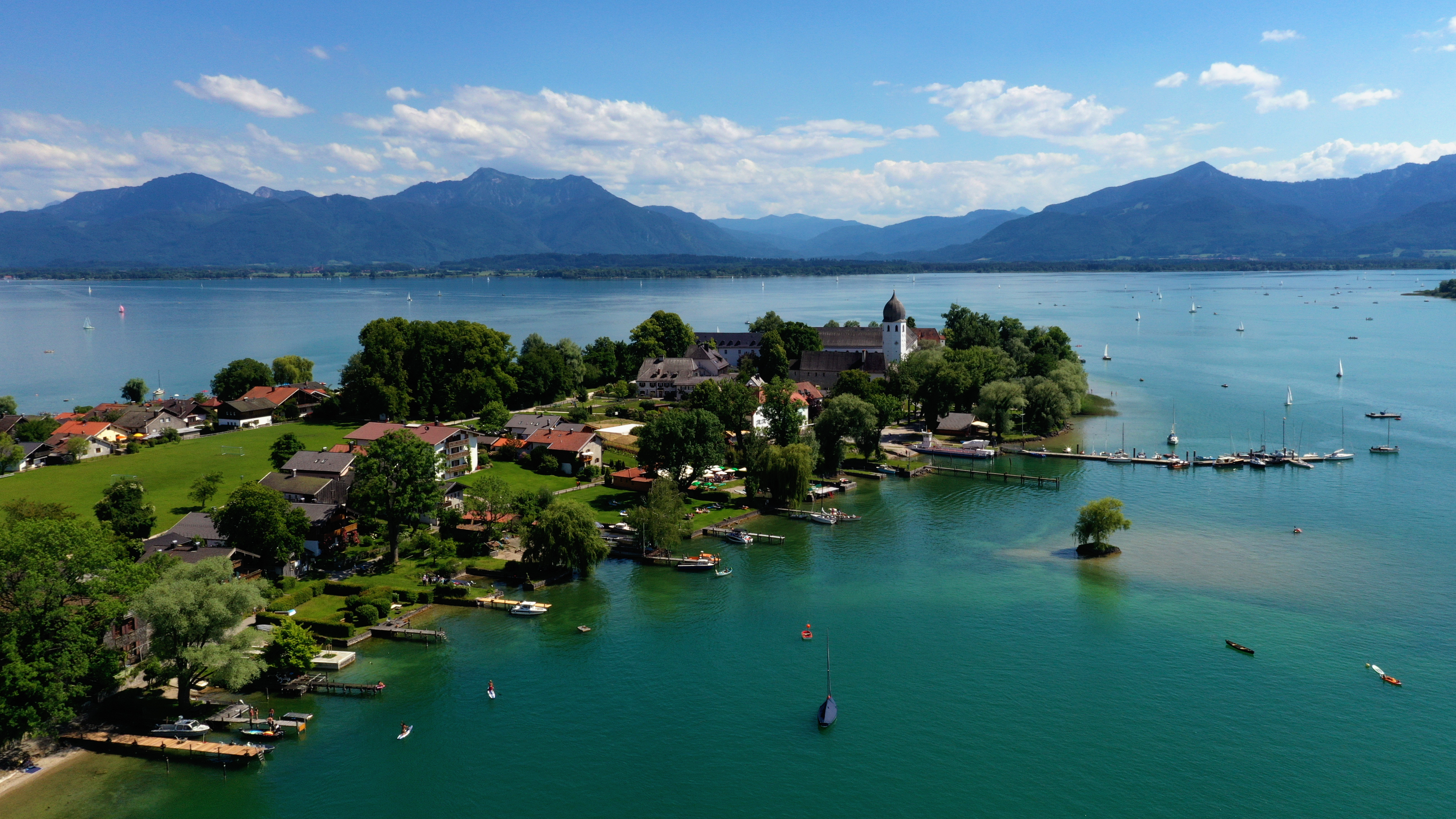
Isla de Frauenchiemsee

Chiemsee es un municipio situado en el distrito de Rosenheim, en el estado federado de Baviera (Alemania). Tiene una población estimada, a fines de 2020, de 196 habitantes.
Se encuentra ubicado al sur del estado, en la región de Alta Baviera, en la ladera de los Alpes, cerca de la frontera con Austria. Está integrado por las tres islas más grandes del lago Chiem: Herrenchiemsee, Frauenchiemsee (ciudad principal con la mayoría de la población) y Krautinsel (deshabitada).
Aparte de las tiendas diseñadas para los visitantes de la isla, apenas hay oportunidades de compra. El municipio de Chiemsee, sin embargo, tiene la mayor densidad de restaurantes en Baviera.
Está prohibido andar en bicicleta y conducir un automóvil en todo el municipio (a excepción de los bomberos, el servicio de rescate / médico de emergencias, el control civil / de desastres y la policía, así como las fuerzas armadas alemanas y las tropas de la OTAN).